# Shah Shuja (Indien)

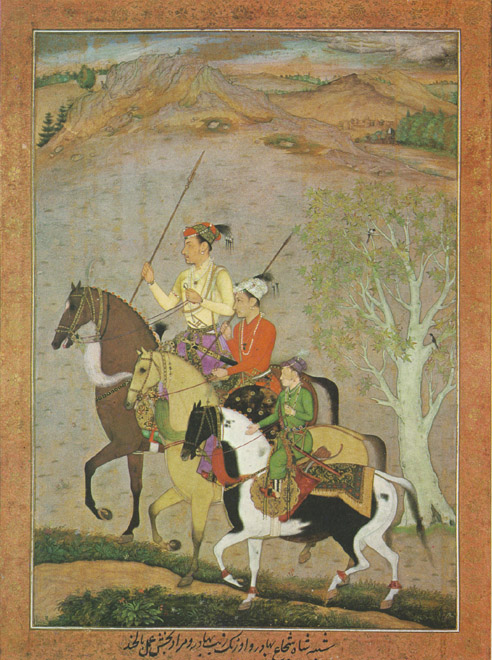
Shah Shuja, Aurangzeb und Murad Bakhsh (um 1637)

Shah Shuja (geboren 23. Junijul. / 3. Juli 1616greg. in Ajmer, Indien; gestorben 1660) war der zweite Sohn des Mogulkaisers Shah Jahan und dessen Hauptfrau Mumtaz Mahal.

## Leben

### Familie
Shah Shuja wuchs gemeinsam mit seinen Geschwistern, zu denen auch sein älterer Bruder Dara Shikoh und seine jüngeren Brüder Aurangzeb und Murad Bakhsh gehörten, an den Mogulhöfen von Agra und Lahore auf. Er war verheiratet mit Paira Banu Begum, einer Hindu-Prinzessin, mit der er drei Söhne hatte.

### Geschichte
Im Jahr 1641 wurde Shah Shuja von seinem Vater Shah Jahan zum Gouverneur (subahdar) von Bengalen und Bihar ernannt. Er verbrachte mehrere Jahre in Dhaka, wo er zahlreiche Bauprojekte realisierte oder in die Wege leitete. Von 1648 bis 1661 war er darüber hinaus Statthalter des Mogulreiches in Orissa. In den Jahren der Krankheit Shah Jahans (1657/58) versuchte er vergebens, die Nachfolge als Großmogul anzutreten. Bei den Bruderkämpfen um die Herrschaft des Mogulreichs unterlag er am 5. Januar 1659 in der Schlacht von Khajwa den von Mir Jumla II. geführten Truppen seines jüngeren Bruders Aurangzeb. Anschließend zog er sich in seine ehemalige Residenz Dhaka in Bengalen zurück, schiffte sich jedoch im Mai 1660 nach Arakan (heute Myanmar/Birma) ein. Er führte mehrere Kamelladungen mit Edelsteinen, Goldschmuck, Teppichen etc. mit sich, was die Begierde des Königs von Arakan, Sanda Thudhamma, weckte.
Shah Shuja wurde im Jahr 1660 im Exil in Birma gemeinsam mit seiner Familie und Teilen seines Gefolges unter dem Vorwurf, einen Aufstand geplant zu haben, in der Residenzstadt des Rakhaing-Fürstentums, Mrauk U, auf Befehl Sanda Thudhammas umgebracht; Gerüchte über eine angeblich gelungene Flucht, sein Weiterleben und der Hinweis auf sein Grabmal in Sulu hielten sich noch lange.